# 科尼科沃区
科尼科沃区（俄語：район Коньково）是莫斯科西南行政区的一区，面积7.18平方公里，人口152,544人。科尼科沃站、卡卢加站、别利亚耶沃站、友谊大学站和沃龙佐沃站位于该区内。